# باشگاه فوتبال سوپراسپورت یونایتد
سوپراسپورت یونایتد (انگلیسی: SuperSport United) باشگاه فوتبالی در آفریقای جنوبی است که پرتوریا، استان خائوتنگ واقع شده است و در رقابت‌های لیگ برتر فوتبال آفریقای جنوبی شرکت می‌کند.
این باشگاه تا کنون سه بار در فصول ۰۸–۲۰۰۷، ۰۹–۲۰۰۸ و ۱۰–۲۰۰۹ قهرمان لیگ برتر آفریقای جنوبی شده است و سابقهٔ قهرمانی در رقابت‌های ام‌تی‌ان ۸، جام ندبنک و جام حذفی تلکام را نیز در کارنامه دارد.
از جمله بازیکنانی که سابقه بازی در سوپراسپورت یونایتد را دارند می‌توان به لوکاس سوالا، جیمز کین، بردلی کارنل، مک‌دونالد موکانسی، جابو مالانگو و رانون ویلیامز اشاره کرد.